# USS Midway (CVB-41)
«Мідвей» (англ. USS Midway (CVB-41)) — американський важкий авіаносець, однойменного типу, перший корабель серії. Названий на честь перемоги в битві за Мідвей.

## Історія служби

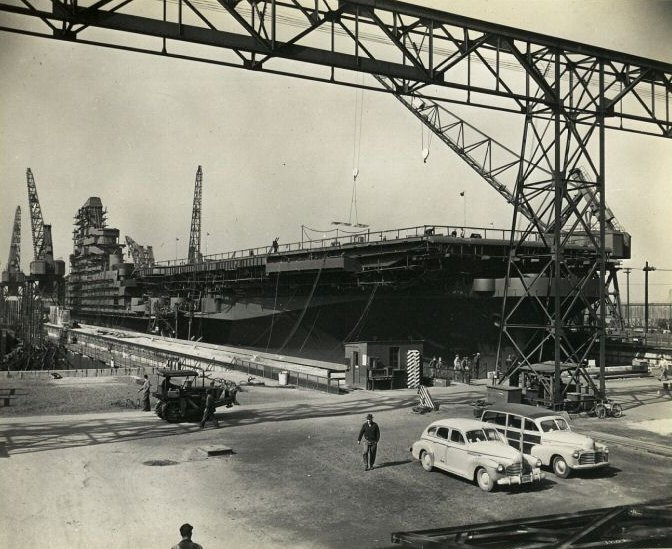
«Мідвей» в доку верфі «Ньюпорт Ньюс», перед спуском на воду в березні 1945 року

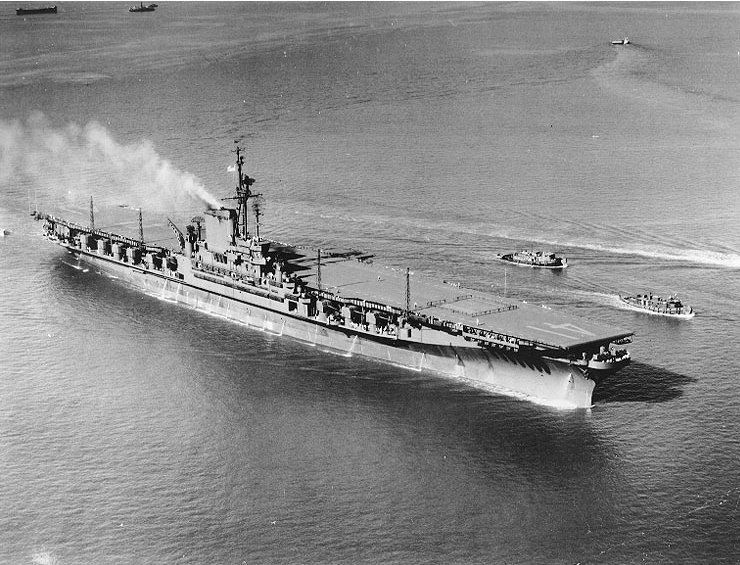
«Мідвей» після вступу в стрій, вересень 1945 року

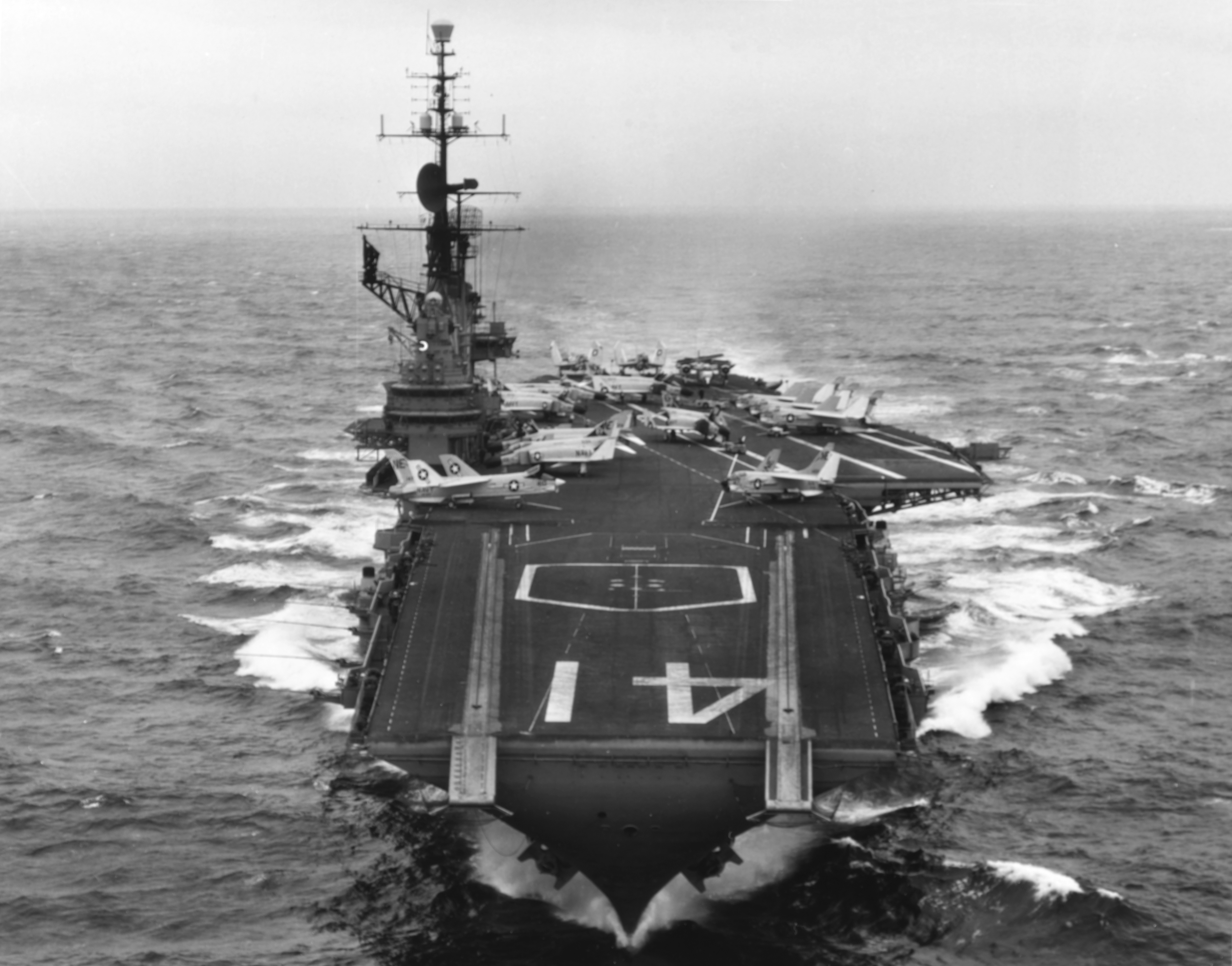
«Мідвей» після модернізації за програмою SCB-110, 1963 рік

Корабель закладений 27 жовтня 1943 року на верфі «Ньюпорт Ньюс» (англ. Newport News Shipbuilding) в Ньюпорт-Ньюс. Спущений на воду 20 березня 1945 року, вступив у стрій 10 вересня 1945 року.
Після вступу у стрій увійшов до складу Атлантичного флоту США.
З 1 по 22 березня 1946 року брав участь у випробуваннях в Арктиці, де перевірялась можливість застосування в погану погоду літаків F8F «Біркет» і FR «Файрбол» та вертольотів HNS-1. 6 вересня 1947 року з палуби «Мідвея» був здійснений перший в історії запуск балістичної ракети з надводного корабля — трофейної німецької Фау-2.
У 1952—1955 роках корабель здійснив декілька плавань в Середземне море.
У 1955 році переведений на Тихий океан (здійснив перехід навколо мису Горн) та увійшов до складу оперативного з'єднання TF-77.
У 1955—1957 роках на верфі в Брементоні пройшов модернізацію за програмою SCB-110.
В грудні 1959 року корабель постраждав від пожежі, яка виникла під час стоянки в базі Субік-Бей на Філіппінах.

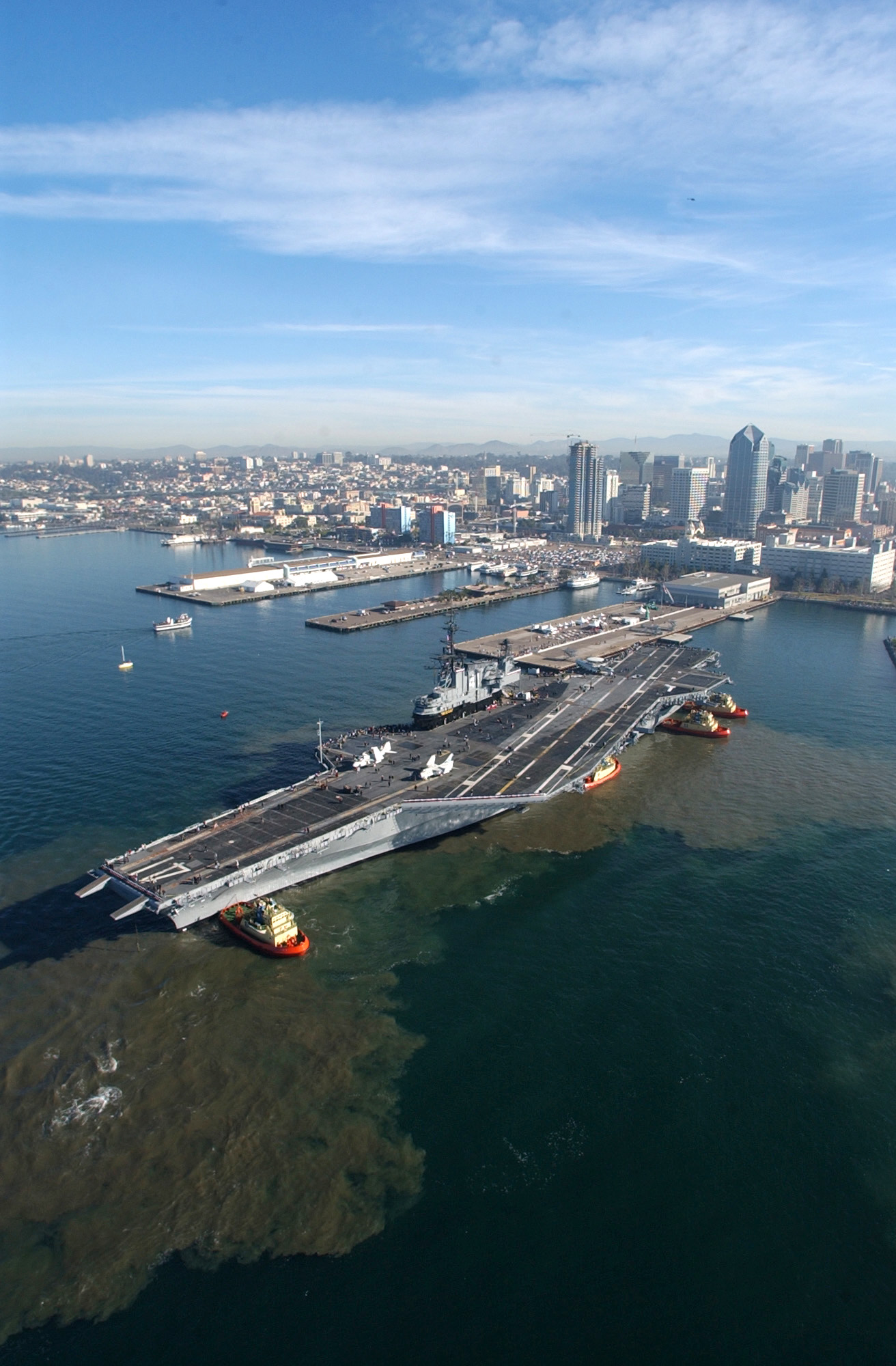
«Мідвей» причалює до своєї останньої стоянки, 2004 рік

3 лютого 1966 року по січень 1970 року пройшов капітальну модернізацію за програмою SCB-101 на верфі у Сан-Франциско.
Під час війни у В'єтнамі «Мідвей» здійснив 4 походи до його берегів (06.03.1965 — 23.11.1965, 16.04.1971 — 06.11.1971, 10.04.1972 — 03.03.1973, 11.09.1973 — 31.01.1975).
У 1972 році корабель сильно постраждав внаслідок аварії літака та пожежі, яка спалахнула внаслідок цього: загинуло 5 чоловік, 23 були поранені.
З 1973 року базувався в порту Йокосука.
У 1975 році брав участь в евакуації з Південного В'єтнаму американських громадян (Операція «Поривчастий вітер»).
21 серпня 1976 року очолив з'єднання поблизу берегів Кореї після інциденту на кордоні та наступного загострення стосунків між Північчю та Півднем.
У 1979—1980 роках корабель неодноразово здійснював походи з Тихого океану в Індійський, патрулював в Аравійському морі.
У січні 1980 року брав участь в невдалій спробі звільнення американських заручників в Тегерані (Операція «Орлиний кіготь»).
У 1986 році корабель пройшов ще одну серйозну модернізацію. На той час через велике перевантаження різко погіршилась його остійність та мореплавність. Щоб виправити становище, до корпусу приварили нові булі довжиною 183 м. В результаті його ширина по ватерлінії виросла до 44,2 м. З'явилось сучасне зенітне озброєння: 2 зенітно-ракетні комплекси RIM-7 Sea Sparrow 2 6-ствольні зенітні артилерійські комплекси Phalanx CIWS. Одночасно збільшили площу скулових кілів, замінили майже 5 000 тонн сталевих конструкцій, оновили радіолокаційне озброєння. Стандартна водотоннажність досягла 56 000 тонн, повна — 70 500 тонн, осадка — 11,9 м. Чисельність екіпажу разом з авіаційним персоналом становила 5 290 чоловік.
В серпні 1989 року авіаносець знову здійснив похід в Аравійське море. У 1990—1991 роках «Мідвей» взяв участь у війні в Перській затоці. Разом з авіаносцем «Рейнджер» корабель оперував безпосередньо в Перській затоці — найближче до театру військових дій. Незважаючи на 45-літній вік, «Мідвей», оснащений сучасними палубними літаками F-18 «Хорнет», А-6 «Інтрудер» та E-2C «Хокай», вирішував ті ж бойові задачі, що й значно новіші кораблі.
У 1992 році «Мідвей» був виведений в резерв, у 1997 році виключений зі списків флоту. Спочатку планувалась його утилізація, але у 2004 році корабель був перетворений на музей (Сан-Дієго, Каліфорнія).